# Amphiesma stolatum
Amphiesma stolatum är en ormart som beskrevs av Carl von Linné 1758. Amphiesma stolatum ingår i släktet Amphiesma och familjen snokar. Inga underarter finns listade i Catalogue of Life.
Enligt några avhandlingar är arten ensam i släktet Amphiesma.
Arten förekommer i Sydostasien från Pakistan, Nepal och södra Kina till Indiska oceanen. Den hittas även på några öar som Sri Lanka och Taiwan. Honor lägger ägg.
Amphiesma stolatum lever i träskmarker eller intill vattenansamlingar som sjöar, dammar och vattendrag. Den är med en längd upp till 75 cm en liten orm. Arten jagar groddjur och fiskar. Honor lägger ägg.

## Bildgalleri

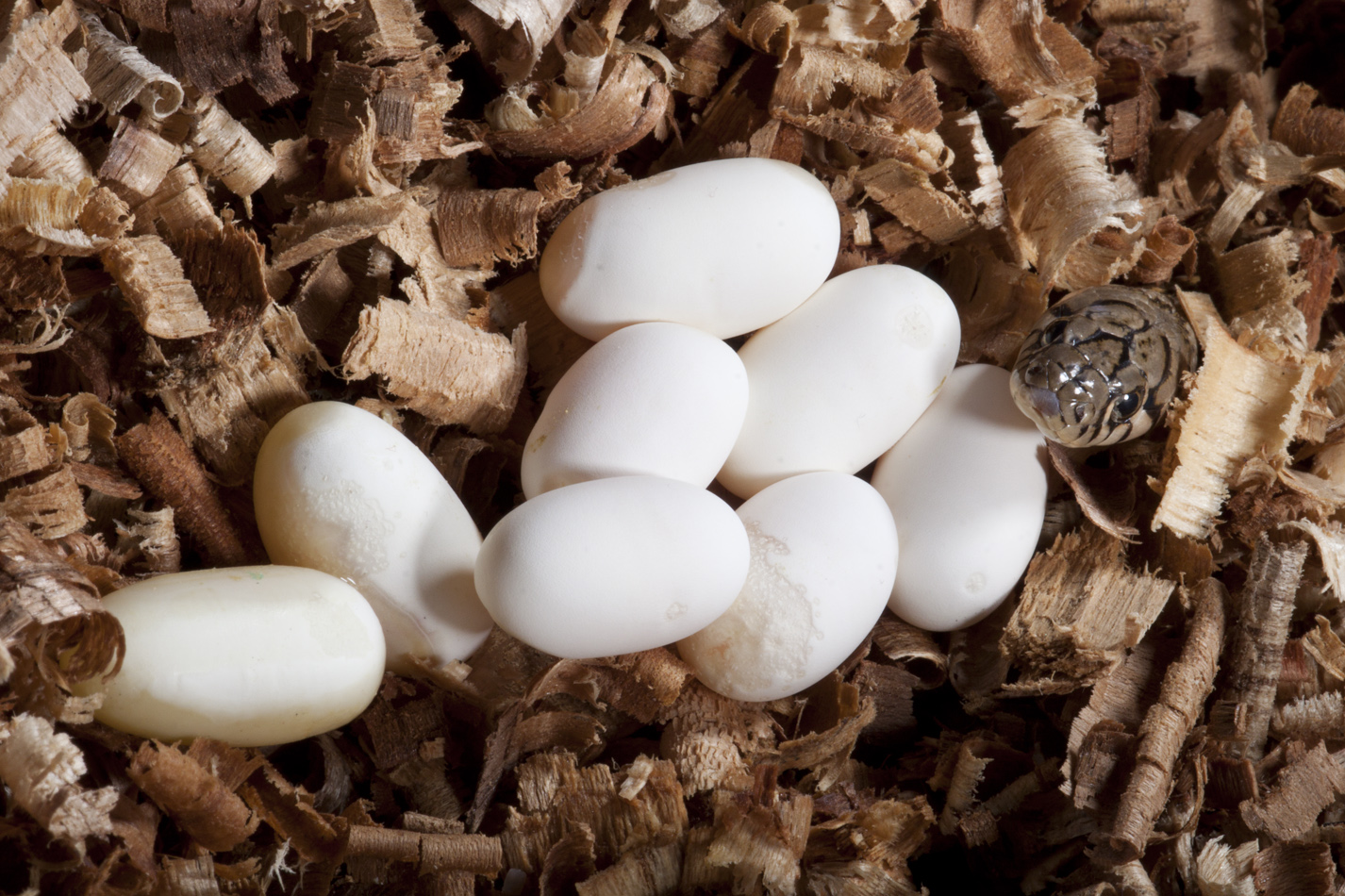
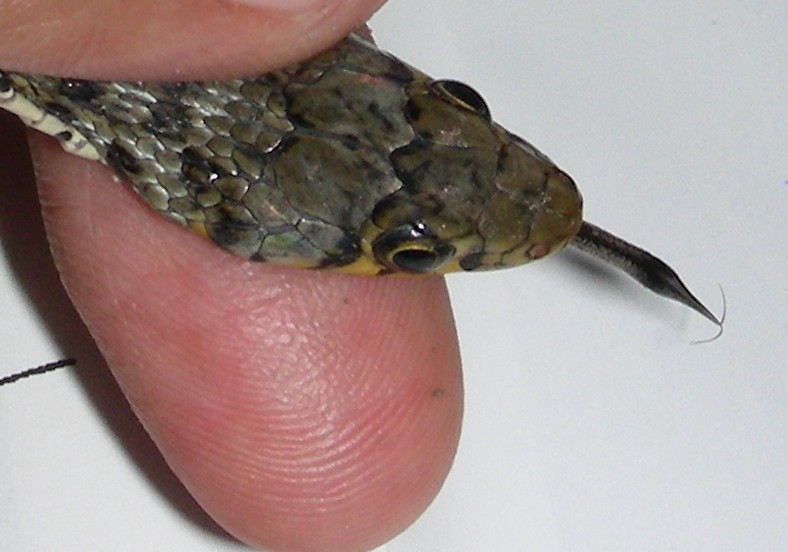
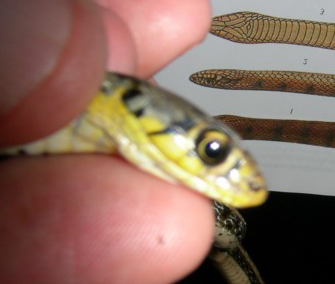
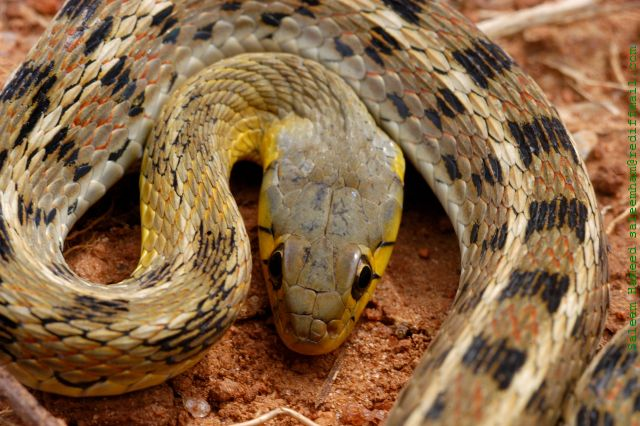
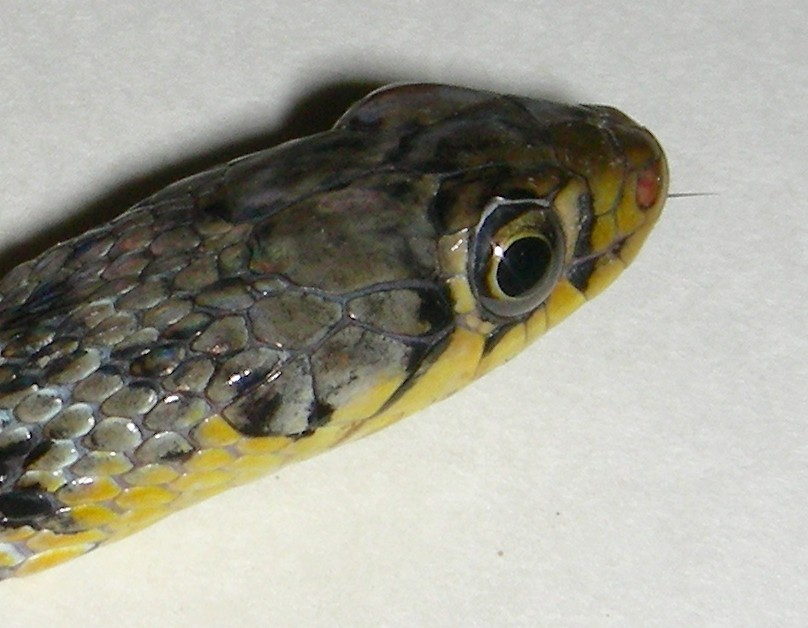
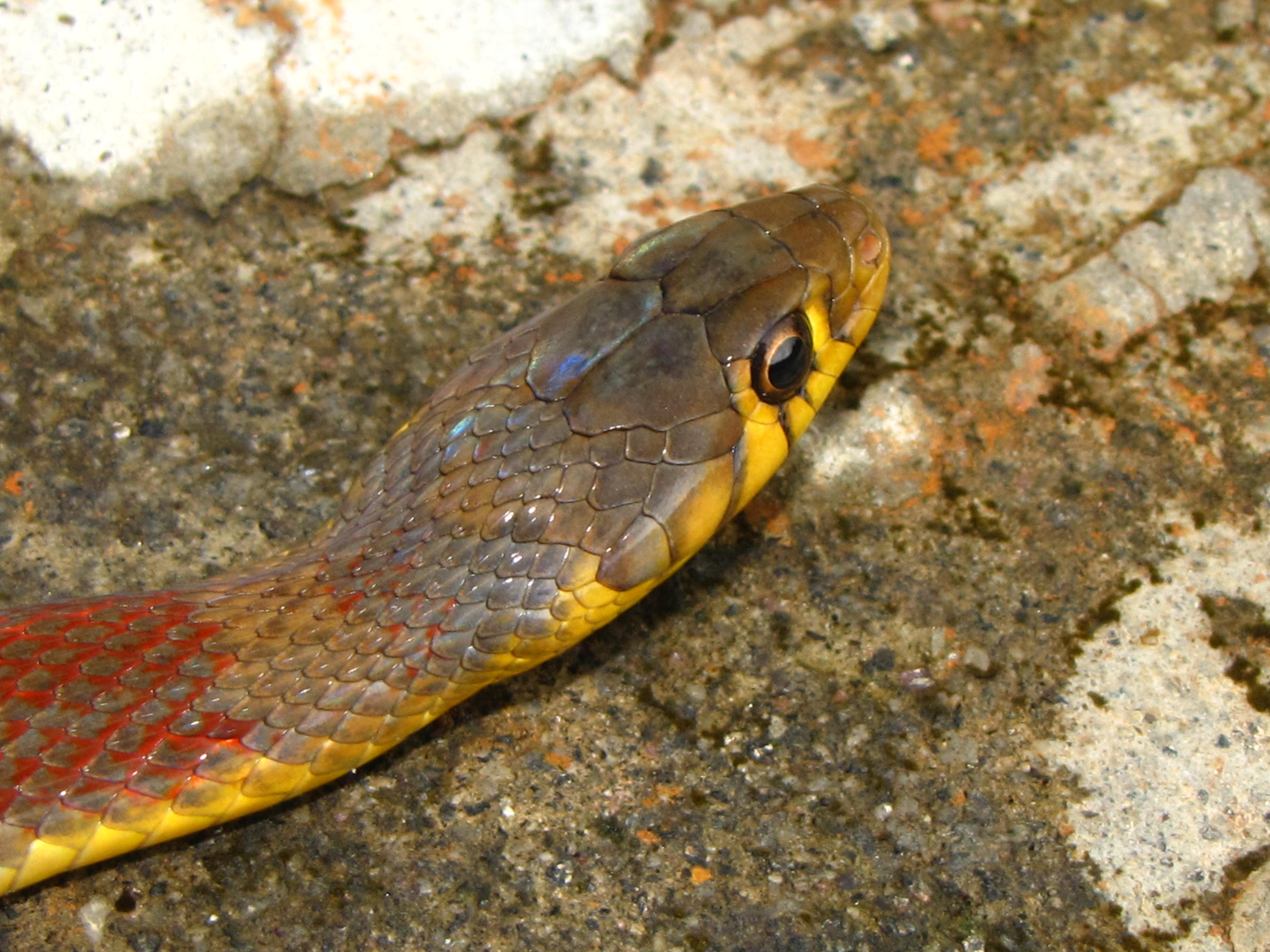